# ハワード駅
ハワード駅（英語：Howard railway station）はオーストラリアクイーンズランド州ハワード 
スティリー・ストリートにあるクイーンズランド鉄道ノース・コースト線の駅。

## 利用可能な鉄道路線／列車
クイーンズランド鉄道トラベルトレインの停車する列車は下記の通り。また、事前に予約がされた時のみ停車。
ブリスベンとロックハンプトン間の昼行長距離列車ティルト・トレイン号 …1日1往復 停車 
ブリスベンとバンダバーグ間の昼行長距離列車ティルト・トレイン号 …ブリスベン方面 月・火・木・金・土、バンダバーグ方面 月・火・水・木・金・日 出発 